# Георгадзе, Геннадий Валерианович
Геннадий Валерианович Георгадзе (Гиоргадзе) (груз. გენადი ვალერიანის ძე გიორგაძე; род. 7 ноября 1948, Цилкани, Мцхета-Мтианети или Мцхета) — советский самбист и борец вольного стиля, грузинский тренер по самбо и вольной борьбе, спортивный функционер.

## Карьера
Родился в Цилкани. В 1968 году побеждает на Кубке СССР среди сельских спортсменов. В 1969 году выигрывает бронзу на IX Международном турнире по вольной борьбе в Тбилиси. В 1972 году снова выигрывает Кубок СССР среди сельских спортсменов.
В 1972-75 годах входил в сборную СССР по самбо. В 1975 году стал бронзовым призёром соревнований по самбо на летней Спартакиаде народов СССР 1975 года.
На первом чемпионате мира выиграл золотую медаль в наилегчайшей весовой категории. В это время выступал за Вооружённые Силы (Ереван).
В 1970 году окончил Грузинский институт физической культуры.
С 1995 года — вице-президент Федерации самбо Грузии. С 1997 года он был национальным тренером по самбо.
С 2003 года работает тренером по вольной борьбе спортивной школы имени Левана Тедиашвили.
Имеет государственные награды.